# Остфорштадт

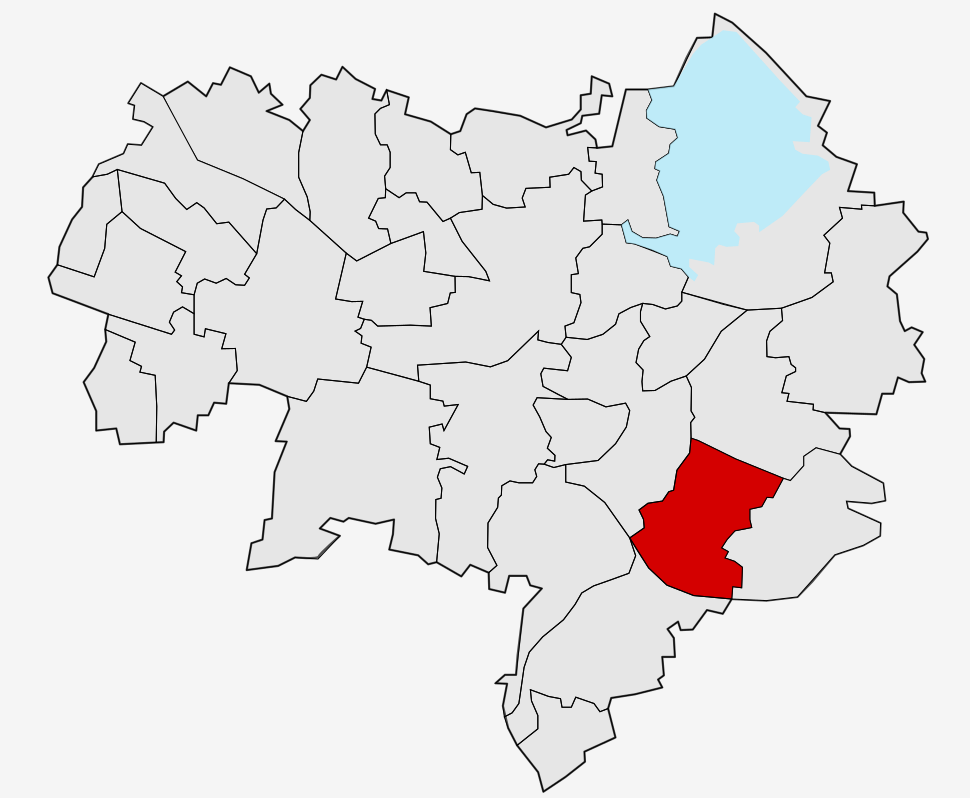
Остфорштадт на городской карте Баутцена

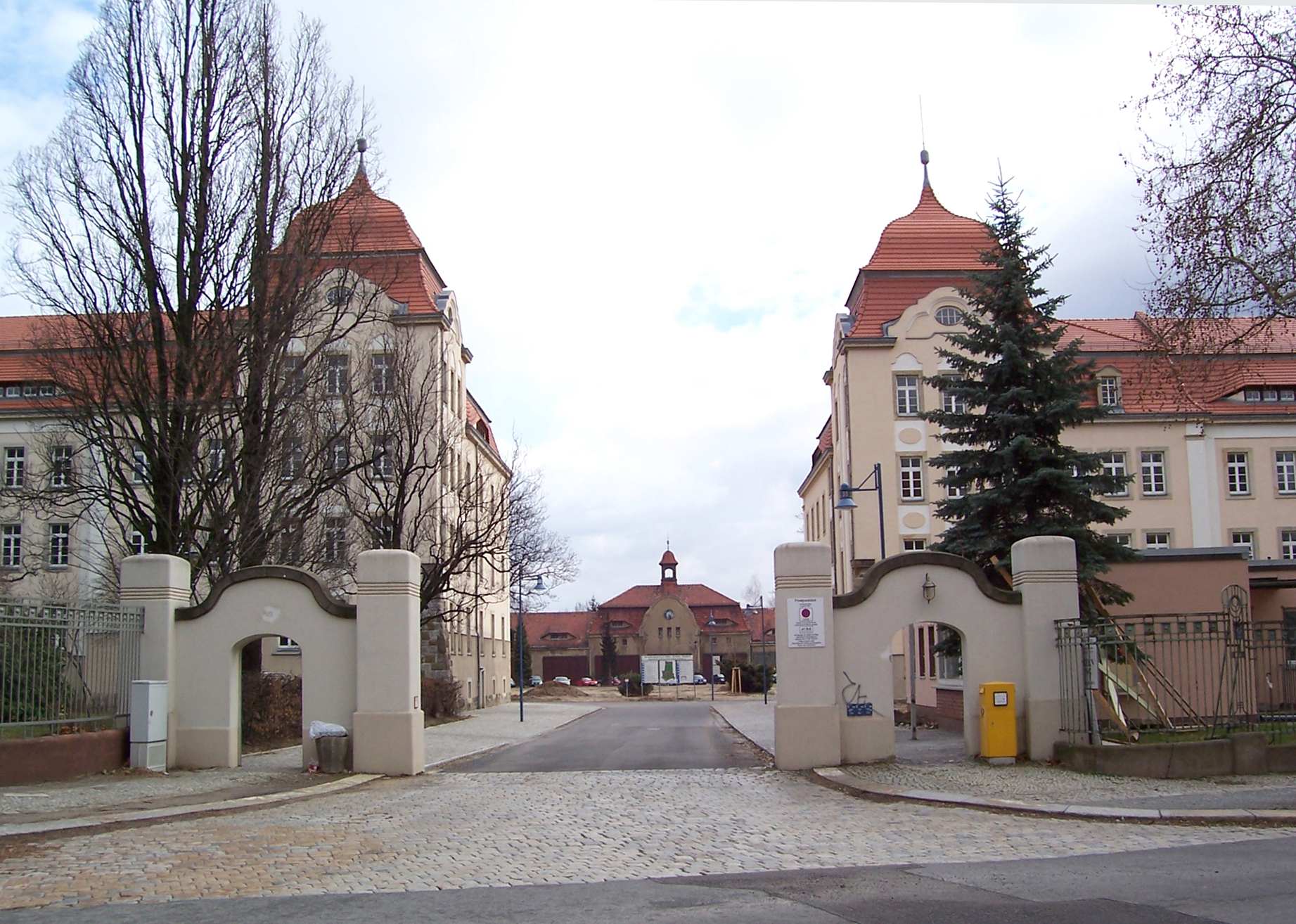
Бывшие гусарские казармы

О́стфорштадт или Ву́ходне-Пше́дместо (нем. Ostvorstadt; в.-луж. Wuchodne předměstoо файле) — район исторического центра Баутцена, Германия. В границы района также входит бывший сельский населённый пункт Тшеляны.

## География
На севере от Остфорштадта находится район Наджанецы, на востоке — район Вурицы, на юго-западе — район Горня-Кина и на западе — район Северовуходны-Вобкруг. В южной части района расположен бывший сельский населённый пункт Тшеляны.

## Население
По состоянию на 31 декабря 2020 года численность населения района составляла 5784 человек.
В районной топонимике, помимо немецкого языка, также широко используется верхнелужицкий язык.

## История
В настоящее время Баутцен входит в состав культурно-территориальной автономии «Лужицкая поселенческая область», на территории которой действуют законодательные акты земель Саксонии и Бранденбурга, содействующие сохранению лужицких языков и культуры лужичан.

## Инфраструктура
Автомобильная дорога Бундесштрассе 96 является границей Остфорштадта с районом Наджанецы.
Район отличается разнообразной застройкой. В жилом районе «Allendeviertel» (в просторечии — «Chiliviertel»), который называется по улице Salvador Allende Straße, проживает большинство населения Остфорштадта. В этом раёоне преобладают построенные во времена ГДР многоэтажные типовые жилые дома и расположенные в шахматном порядке дома в архитектурном стиле бунгало.
Вокруг площади Käthe-Kollwitz-Platz находятся бывшие гусарские казармы постройки 1900 года, в которых в прошлом размещалась 3-я Королевская саксонская дивизия. В настоящее время казармы, являясь памятником культуры и истории федеральной земли Саксония, используются под городские и районные административные организации. В районе бывшей деревни Тшеляны преобладают жилые одноэтажные дома на одну семью.